# سكوت والتر
سكوت والتر (2 مارس 1989 في أستراليا - ) (بالإنجليزية: Scott Walter)‏ هو لاعب كريكت أسترالي. لعب مع فريق كوينسلاند للكريكت ‏.

## وصلات خارجية
- سكوت والتر على موقع إي آس بي آن كريك إنفو (الإنجليزية)